# Чак (божество)
Ча́к (Ча́ка) («сокира») — в міфології мая бог блискавок, води і дощу. Спочатку, ймовірно, був богом рубки дерев та очищення ділянки лісу під поля (звідси його ім'я), але пізніше став божеством дощу, полів і зростаючої кукурудзи (за легендою, він відкрив камінь, який приховував першу кукурудзу). Звичайні атрибути Чака — сокира або палаючий смолоскип.
Чак уявлявся як у однині, так і в множині («чаки»). Чотири чаки були пов'язані зі сторонами світу: червоний — схід, білий — північ, чорний — захід, жовтий — південь. Різноманітні чаки живуть в сенотах, лісах і печерах.
Відповідає ацтекському богу дощу Тлалоку, Чак тримає воду в гарбузовій посудині або чотирьох судинах, розставлених по кутах його будинку.
Чаку приносили людські жертвоприношення, скидаючи тіла в священні колодязі.

## Галерея

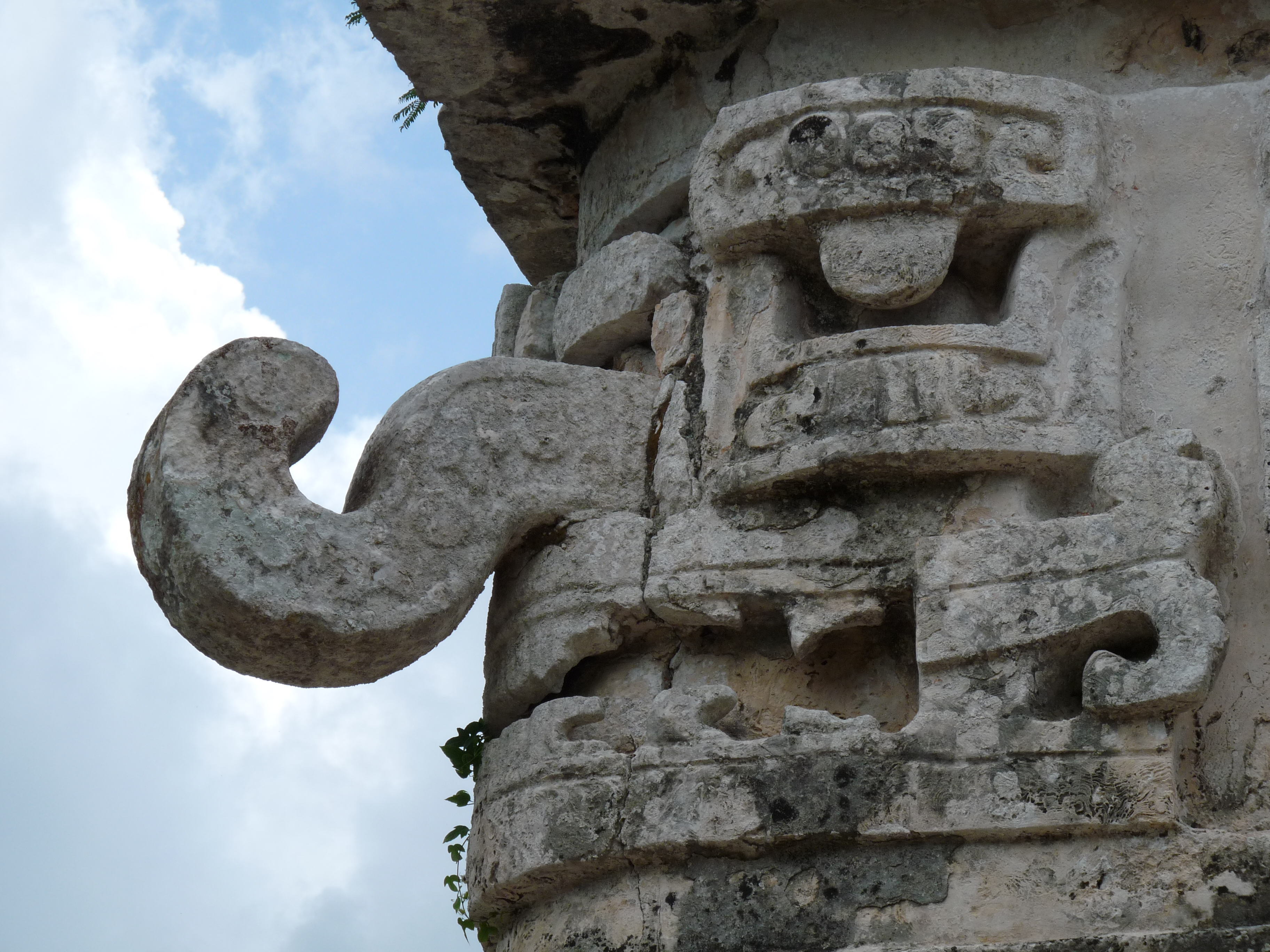
Чак в Чичен-Іці
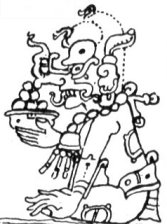
Чак в Дрезденському кодексі
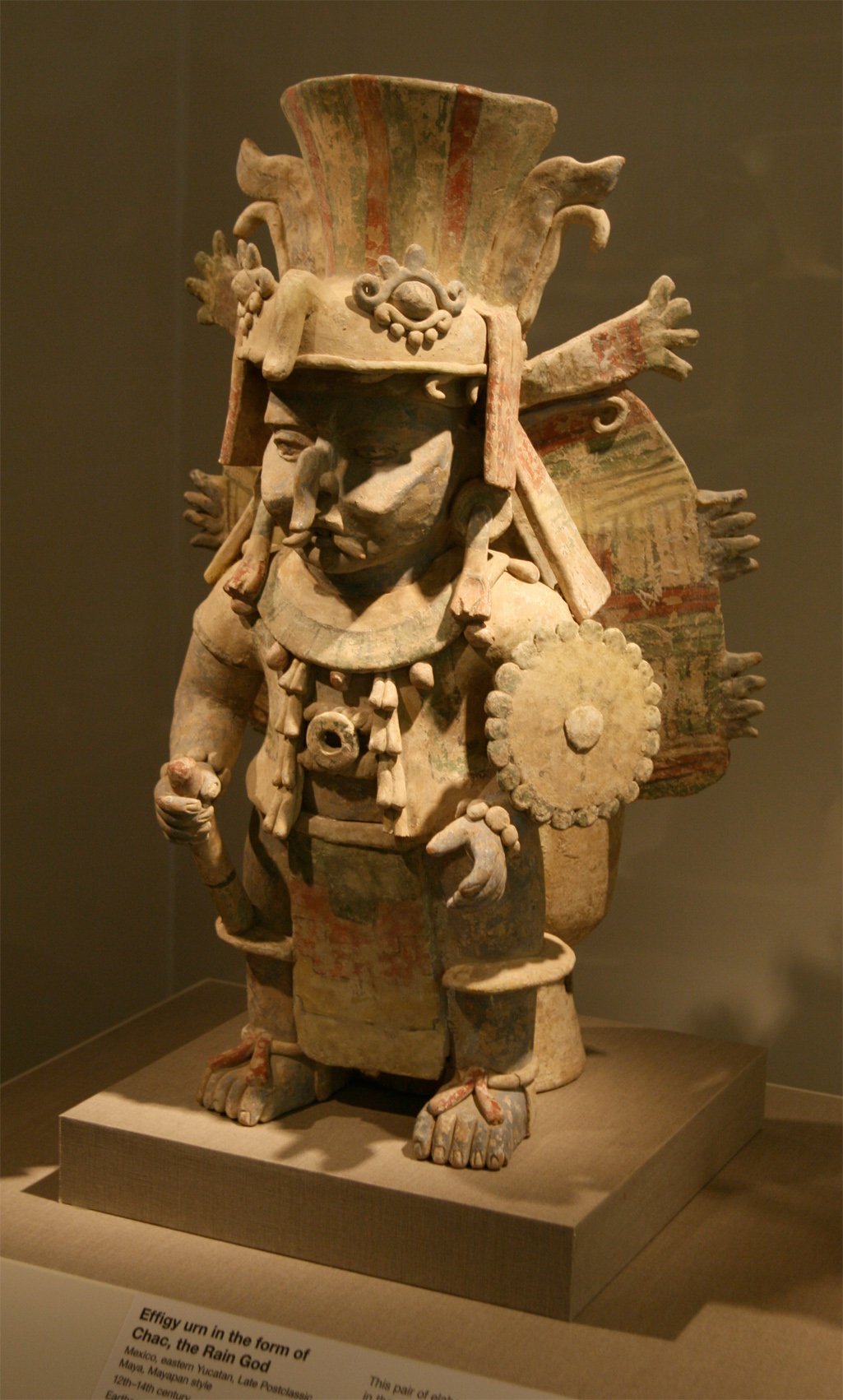